# Métricas a nivel de artículo
Las métricas a nivel de artículo son métricas de citas que miden individualmente el uso e impacto de un artículo científico.

## Adopción
Tradicionalmente, la bibliometría ha sido usada para evaluar el uso e impacto de la investigación, pero normalmente se ha enfocado a las métricas al nivel de las revistas, como el factor de impacto, o al nivel de los investigadores, como el h-index. Las métricas de artículo, por su parte, intentan demostrar el impacto de un artículo individual. Está relacionado, aunque es distinto, con las altmetrics.
Empezaron en marzo de 2009, cuando PLOS, Public Library of Science, presenta las métricas a nivel de artículo para todos los artículos y todas sus revistas PLOS. Incluye las descargas, citas y altmetrics. En marzo de 2014 fue anunciado que las estadísticas de COUNTER, que miden el uso de los recursos académicos en línea, están disponibles al nivel de artículo.